# 구로동
구로동(九老洞)은 대한민국 서울특별시 구로구에 위치한 법정동이다. 안양천, 서울디지탈 산업단지를 경계로 광명시와 금천구가 인접하고 있으며, 외곽은 경인선·경부선 철도와 남부순환로 및 서부간선도로에 접해있는 지역이며 아파트 및 단지내 상가로 조성된 녹색의 주거지역이다.
구로3동은 굴뚝산업의 상징이었던 구로산업수출단지가 첨단 디지털 벤처밸리로 탈바꿈하고, 노후.불량주택의 재개발(7.8구역) 추진으로 주거환경이 크게 개선되고 있으며, 디지털단지내 벤처기업 입주와 서울 지하철 2호선과 7호선이 인접하여 유동인구가 급증하고 있는 지역이다.

## 어원
9명의 장수한 노인이 이곳에 살았다는 전설에서 구로(九老)라는 이름이 붙여졌다고 풀이한다. 이 이름은 1789년 《호구총수》에서 처음으로 확인된다. 이외에도 구로동의 자연부락 이름인 '구루지'를 한자화하여 이름붙였다는 해석도 존재한다.

## 연혁
- 1949년 이전 경기도 시흥군 동면 구로리에 속함
- 1949년 8월 13일 서울특별시 영등포구에 편입
- 1950년 3월 15일 구로리를 구로동으로 명칭변경
- 1962년 1월 8일 구로동을 구로1동,2동으로 분동
- 1970년 5월 18일 구로1동과 2동이 구로3동으로 분동
- 1975년 10월 1일 신도림동 일부를 편입, 구로1,2,3,4동으로 분동
- 1977년 9월 1일 구로1동이 구로1동과 구로5동으로 분동
- 1980년 4월 1일 영등포구에서 구로구 분구
- 1991년 10월 1일 구로1동 -> 구로본동 분동
- 1995년 3월 1일 구로구에서 금천구 분구

## 행정 구역
법정동 구로동은 행정동 5곳이 나누어 관할한다.
| 법정동 | 행정동    |
| ------ | --------- |
| 구로동 | 구로제1동 |
| 구로동 | 구로제2동 |
| 구로동 | 구로제3동 |
| 구로동 | 구로제4동 |
| 구로동 | 구로제5동 |

## 교육
- 서울구로초등학교
- 서울구로남초등학교
- 서울구일초등학교
- 서울동구로초등학교
- 서울미래초등학교
- 서울신구로초등학교
- 서울영서초등학교
- 구로중학교
- 구일중학교
- 영림중학교
- 영서중학교
- 구일고등학교
- 구로고등학교
- 구현고등학교

## 교통
- 서울 지하철 7호선 남구로역 온수역
- 서울 지하철 2호선 구로디지털단지역
- 수도권 전철 1호선 구일역
- 수도권 전철 1호선 구로역
- 수도권 전철 1호선 신도림역
- 서울 지하철 2호선 신도림역
- 남부순환로
- 서부간선도로

## 사진

구 구로제3동주민센터 (디지털로31길 38-9)

## 주거 환경
| 단지명            | 건설사     | 시행사                     | 주소                    | 입주       | 비고             |
| ----------------- | ---------- | -------------------------- | ----------------------- | ---------- | ---------------- |
| 구로 한일유앤아이 | 한일건설㈜ | 칠성2차아파트 재건축조합   | 구로구 가마산로 87      | 2006년 6월 |                  |
| 구로 한신휴플러스 | 한신공영   | 구로제7구역 주택재개발조합 | 구로구 디지털로31길 120 | 2007년 5월 | 구로7구역 재개발 |